# Barbara Hunfeld
Barbara Hunfeld (* 1967 in Wilhelmshaven) ist eine deutsche Literaturwissenschaftlerin und Editionsphilologin.

## Leben
Hunfeld promovierte, nach dem Studium der Germanistik und Geschichte, an der Universität Würzburg 2001 bei Helmut Pfotenhauer im Fach Neuere deutsche Literaturgeschichte über den Zusammenhang von Himmelsschau und Poetologie bei Brockes, Jean Paul, Goethe und Stifter. Sie arbeitet seit 1999 dort in Forschung und Lehre, seit 2011 im Beamtenverhältnis, seit 2022 ist sie Honorarprofessorin. Ihre Veröffentlichungen behandeln neben der Editionswissenschaft vor allem Fragen der Ästhetikgeschichte, der Semiotik und der Autopoetologie.
Mit der Edition der drei Fassungen von Jean Pauls Roman „Hesperus oder 45 Hundposttage“ (1795, 1798 und 1819) legte sie 2009 das Modell für die textgenetisch orientierte historisch-kritische Jean-Paul-Werkausgabe vor. Seit 2010 leitet Hunfeld die Forschungsstelle Jean-Paul-Edition (ehem. Arbeitsstelle Jean-Paul-Edition) am Institut für Deutsche Philologie.  2022 wurde die Edition in das Programm der Bayerischen Akademie der Wissenschaften aufgenommen. „Sprachgitter digital“ wird von 2022 bis voraussichtlich 2047 unter der Leitung von Barbara Hunfeld (Gesamtleitung) und Roland S. Kamzelak gefördert.  Sie ist Präsidentin der Jean-Paul-Gesellschaft und Mitglied des Projektbeirats Neuere deutsche Literatur an der Bayerischen Akademie der Wissenschaften.

## Schriften (Auswahl)

### Als Autorin
- Der Blick ins All. Reflexionen des Kosmos der Zeichen bei Brockes, Jean Paul, Goethe und Stifter. Tübingen 2004 (Reprint 2013).
- Zur ,Hieroglyphe‘ der Kunst um 1800. Überlegungen zu einer Metapher bei Diderot, Goethe, Schubert und Schlegel. In: Hieroglyphen. Stationen einer anderen abendländischen Grammatologie. Archäologie der literarischen Kommunikation VIII. Hrsg. von Aleida Assmann und Jan Assmann. München 2003, S. 281–296.
- Zeichen als Dinge bei Stifter, Keller und Raabe. Ironisierung von Repräsentation als Selbstkritik des Realismus. In: Die Dinge und die Zeichen. Dimensionen des Realistischen in der Erzählliteratur des 19. Jahrhunderts. Hrsg. von Sabine Schneider und Barbara Hunfeld. Würzburg 2008, S. 123–141.
- Eine neue Jean-Paul-Werkausgabe. In: Geschichte der Germanistik 31/32 (2007), S. 111–116 sowie in: Akten des XI. Internationalen Germanistenkongresses Paris 2005. Hrsg. von Jean-Marie Valentin. Bd. 5. Bern u. a. 2008, S. 285–291.
- "Jean Paul: Werke." Zu Geschichte und Konzept einer neuen historisch-kritischen Ausgabe. In: editio 22 (2008), S. 157–173.
- Die erzählte Liste. Aufzählen und Erzählen bei Jean Paul. In: Jahrbuch der Jean-Paul-Gesellschaft 47 (2012), S. 5–30.
- Das Schöpfrad der Literatur. Jean Paul im Kontext der Autonomieästhetik um 1800. In: Die Erschaffung der Welt – alte und neue Schöpfungsmythen. Hrsg. von Dorothea Klein. Würzburg 2012, S. 101–114.
- Der "durchsichtige und undurchsichtige Schleier" des Textes. Sehen und Nichtsehen in Goethes Wahlverwandtschaften. In: Sabine Eickenrodt: Blindheit in Literatur und Ästhetik (1750–1850). Würzburg 2012. S. 199–215.
- Die Rocaille des Erzählens. Jean Pauls unzeitgemäße Literatur zwischen ,barock‘ und ,modern‘. In: Jahrbuch der Jean-Paul-Gesellschaft 50 (2015), S. 31–56.
- Auf der Schwelle. Zeichen, Dinge und Subjekt an Erzählanfängen des 19. Jahrhunderts (Eichendorff, Stifter, Keller, Fontane, Hofmannsthal). In: Die Kunst des Erzählens. Hrsg. von Michael Erler und Dorothea Klein. Würzburg 2017, S. 165–183.
- Sammlung der Dinge – Sammlung des Betrachters: Pieter Claesz‘ "Stilleben mit Römer" (1640). In: Sammeln. Eine (un-)zeitgemäße Passion. Hrsg. von Martina Wernli. Würzburg 2017, S. 141–154.
- Die Sprache der Einsamkeit und die Einsamkeit der Sprache. Von Gryphius‘ "Einsamkeit" bis Celans "Kristall". In: Kulturen der Einsamkeit. Hrsg. von Ina Bergmann und Dorothea Klein. Würzburg 2020, S. 147–172.
- Evidenz im Text – Evidenz als Text. Or: A language for the eye. Evidence within the text and evidence as text in german physico-theological literature. In: Physico-theology in England and on the European Continent (1650–1750). Hrsg. von Anne Blair und Kaspar von Greyerz. Boston 2020 (i. V.).

### Als Herausgeberin
- Jean Paul, Hesperus oder 45 Hundsposttage. Edition der Druckfassungen von 1795, 1798 und 1819 in synoptischer Darstellung. Hrsg. von Barbara Hunfeld. In: Jean Paul, Werke. Hrsg. von Helmut Pfotenhauer und Barbara Hunfeld. 3 Bde. I,1–3. Tübingen 2009.
- Jean Paul, Leben des Quintus Fixlein, aus funfzehn Zettelkästen gezogen nebst einem Mustheil und einigen Jus de tablette. Geschichte meiner Vorrede zur zweiten Auflage des Quintus Fixlein. Edition der Druckfassungen von 1796/1801 und 1797/1826. Text. Hrsg. von Sabine Straub und Barbara Hunfeld. In: Jean Paul, Werke. Hrsg. von Helmut Pfotenhauer und Barbara Hunfeld. VI,1. Berlin/Boston 2013.
- Jean Paul: Werke. Historisch-kritische Ausgabe. Herausgegeben gemeinsam mit Helmut Pfotenhauer. (Darunter z. B. die von Florian Bambeck edierte Vorschule der Aesthetik nebst einigen Vorlesungen in Leipzig über die Parteien der Zeit. Edition der Druckfassungen von 1804 und 1813 in synoptischer Darstellung. Kleine Nachschule zur ästhetischen Vorschule. Edition der Druckfassung von 1825. Text. 3 Bde. Berlin/München/Boston 2015.)
- Jahrbuch der Jean-Paul-Gesellschaft. Herausgegeben gemeinsam mit Jörg Paulus, Monika Schmitz-Emans, Ralf Simon und ehemals Elsbeth Dangel-Pelloquin.
- Die Dinge und die Zeichen. Dimensionen des Realistischen in der Erzählliteratur des 19. Jahrhunderts. Herausgegeben gemeinsam mit Sabine Schneider. Würzburg 2008.